# 崇左市

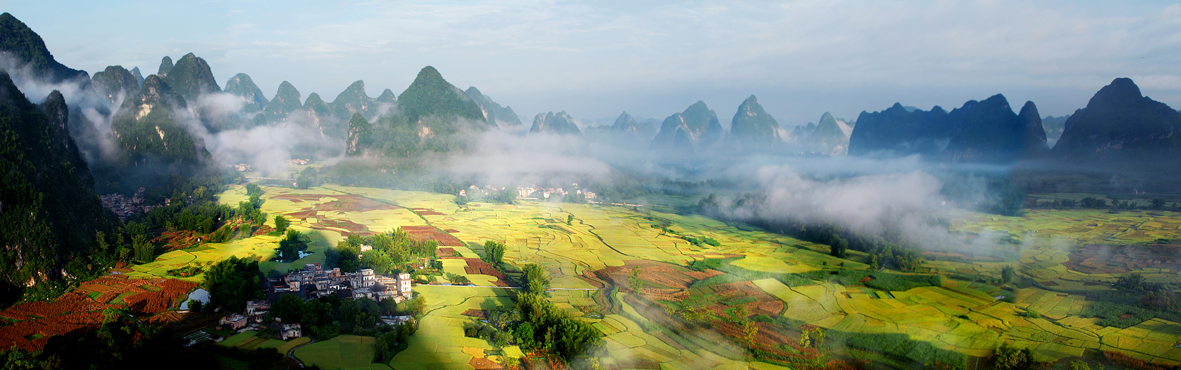
崇左大新県の桃城八万橋田園風景

崇左市（すうさし）は中華人民共和国の広西チワン族自治区に位置する地級市。

## 歴史
崇左市の歴史は古く、数千年前の頃から、チワン族の祖先駱越人と西甌人はすでにこの地区で生活していた。秦代は象郡の管轄とされた。漢代はの鬱林郡の管轄とされ、318年に東晋が鬱林郡から晋興郡を分置し、晋興県を置いた。三国時代は晋興郡の晋城県の管轄とされ、唐代まで沿襲された。唐代の末年には嶺南西道管轄の羈縻州である太平州、宋初には広南西路邕州左江道羈縻州である太平州の管轄とされた。
976 - 983年(宋代の太平興国年間)、崇左地区には太宗により太平寨、永平寨、古万寨の3寨が設置された。1053年に崇善県が設置され、太平寨を管轄下に置いた。元代になると広西行中書省太平路(1292年には太平寨が太平路に改編)の太平土州、明代は広西布政使司左江道太平府の管轄とされた。清代は基本的に明代の行政区画を踏襲した。
1928年（民国17年）、土江州と羅白県が統合され、崇善県に編入。1930年（民国19年）、崇左地区には第七行政監督区の管轄とされた。
中華人民共和国が成立すると、1951年に崇善県と左県が合併し、崇左県を新設、崇左の名が起った。1951年10月19日、竜州専区が崇左専区に改称、 崇左県、扶綏県、鎮南県、思楽県、麗江県、大新県、鎮都県、隆安県、上思県の9県を管轄下に置いた。2002年12月23日に崇左市の設立。

## 地理
広西チワン族自治区の南西部に位置し、南寧市、百色市、防城港市、ベトナムに接する。
市域内は山がちで、西部には大青山、南部には公母山や十万大山といった山脈が走る。その間に、ベトナム領内から流れる大河である左江が東へ流れる。左江は南寧市で右江と合流して鬱江となり、西江（せいこう）に合流し、珠江デルタで南シナ海に出る。

## 気候
年間平均気温は23℃前後、年間降水量は約1150mm前後。夏場は市内の中では特に気温が上がり、猛暑日になる日も珍しくない。
| 崇左 (1991−2015)の気候                    | 崇左 (1991−2015)の気候 | 崇左 (1991−2015)の気候 | 崇左 (1991−2015)の気候 | 崇左 (1991−2015)の気候 | 崇左 (1991−2015)の気候 | 崇左 (1991−2015)の気候 | 崇左 (1991−2015)の気候 | 崇左 (1991−2015)の気候 | 崇左 (1991−2015)の気候 | 崇左 (1991−2015)の気候 | 崇左 (1991−2015)の気候 | 崇左 (1991−2015)の気候 | 崇左 (1991−2015)の気候 |
| 月                                        | 1月                    | 2月                    | 3月                    | 4月                    | 5月                    | 6月                    | 7月                    | 8月                    | 9月                    | 10月                   | 11月                   | 12月                   | 年                     |
| ----------------------------------------- | ---------------------- | ---------------------- | ---------------------- | ---------------------- | ---------------------- | ---------------------- | ---------------------- | ---------------------- | ---------------------- | ---------------------- | ---------------------- | ---------------------- | ---------------------- |
| 平均最高気温 °C （°F）                    | 18.4 (65.1)            | 20.0 (68)              | 23.3 (73.9)            | 29 (84)                | 32.4 (90.3)            | 33.5 (92.3)            | 33.8 (92.8)            | 33.6 (92.5)            | 32.5 (90.5)            | 29.9 (85.8)            | 25.8 (78.4)            | 21 (70)                | 27.77 (81.97)          |
| 日平均気温 °C （°F）                      | 14.1 (57.4)            | 16.3 (61.3)            | 19.2 (66.6)            | 24.2 (75.6)            | 27.3 (81.1)            | 28.7 (83.7)            | 28.9 (84)              | 28.5 (83.3)            | 27.4 (81.3)            | 24.6 (76.3)            | 20.4 (68.7)            | 15.9 (60.6)            | 22.96 (73.33)          |
| 平均最低気温 °C （°F）                    | 11.1 (52)              | 13.3 (55.9)            | 16.4 (61.5)            | 20.8 (69.4)            | 23.7 (74.7)            | 25.4 (77.7)            | 25.6 (78.1)            | 25.2 (77.4)            | 23.9 (75)              | 20.9 (69.6)            | 16.6 (61.9)            | 12.5 (54.5)            | 19.62 (67.31)          |
| 降水量 mm （inch）                        | 34.6 (1.362)           | 27.5 (1.083)           | 48.7 (1.917)           | 79.5 (3.13)            | 138.3 (5.445)          | 178.4 (7.024)          | 205.8 (8.102)          | 197.1 (7.76)           | 110.6 (4.354)          | 62.8 (2.472)           | 42.6 (1.677)           | 27.4 (1.079)           | 1,153.3 (45.405)       |
| 出典：China Meteorological Administration |                        |                        |                        |                        |                        |                        |                        |                        |                        |                        |                        |                        |                        |

## 民族
総人口: 2,419,583人(2009年)
- チワン族: 2,159,735(89.26%)
- 漢族: 250,088人 (10.34%)
- ヤオ族：6,526人(0.27%)
- ほかの少数民族: 0.13%[2]

## 行政

### 行政区画

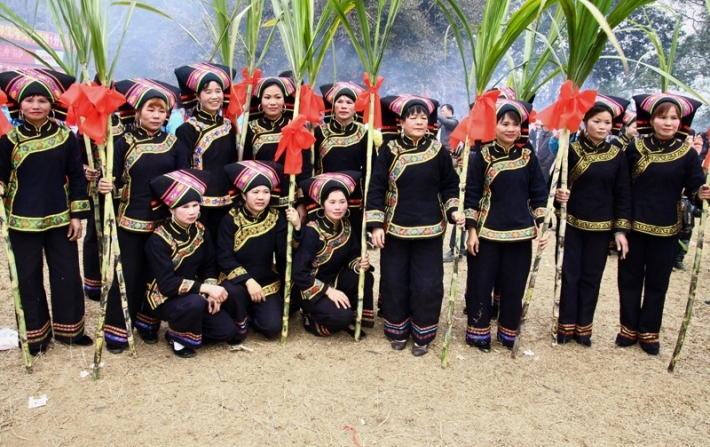
崇左江州区のチワン族女性

1市轄区・1県級市・5県を管轄下に置く。
- 市轄区：
  - 江州区
- 県級市：
  - 憑祥市
- 県：
  - 扶綏県・寧明県・竜州県・大新県・天等県

| 崇左市の地図                                     |
| ------------------------------------------------ |
| 江州区 扶綏県 寧明県 竜州県 大新県 天等県 憑祥市 |

### 年表
この節の出典

#### 左江専区
- 1949年10月1日 - 中華人民共和国広西省左江専区が成立。竜津県・憑祥県・上金県・鎮辺県・雷平県・天保県・竜茗県・敬徳県・万承県・隆安県・向都県・同正県・鎮結県・靖西県が発足。(14県)
- 1949年12月 
  - 竜津県・憑祥県・上金県・鎮辺県・雷平県・竜茗県・万承県・靖西県が竜州専区に編入。
  - 天保県・敬徳県・向都県が百色専区に編入。
  - 隆安県・鎮結県が武鳴専区に編入。
  - 同正県が南寧専区に編入。

#### 竜州専区
- 1949年12月 - 左江専区竜津県・憑祥県・上金県・鎮辺県・雷平県・竜茗県・万承県・靖西県、南寧専区明江県・思楽県・養利県・崇善県・寧明県・左県を編入。竜州専区が成立。(14県)
- 1950年6月 (16県)
  - 百色専区敬徳県・天保県を編入。
  - 南寧専区上思県の一部が思楽県に編入。
- 1951年1月25日 - 武鳴専区隆安県・鎮結県を編入。(18県)
- 1951年8月10日 - 南寧専区綏淥県・同正県・上思県・扶南県を編入。(22県)
- 1951年10月19日 - 竜州専区が崇左専区に改称。

#### 崇左専区
- 1951年10月19日 - 竜州専区が崇左専区に改称。(19県)
  - 百色専区向都県を編入。
  - 靖西県・鎮辺県・敬徳県・天保県が百色専区に編入。
- 1952年7月 - 上思県が欽州専区に編入。(18県)
- 1952年8月11日 (8県)
  - 憑祥県・明江県・寧明県が合併し、睦南県が発足。
  - 雷平県・万承県・養利県が合併し、大新県が発足。
  - 竜茗県・向都県および鎮結県の一部が合併し、鎮都県が発足。
  - 崇善県・左県が合併し、崇左県が発足。
  - 竜津県・上金県が合併し、麗江県が発足。
  - 扶南県・同正県・綏淥県が合併し、扶綏県が発足。
  - 隆安県の一部・鎮結県の残部が賓陽専区武鳴県の一部、百色専区平治県・果徳県と合併し、百色専区平果県となる。
- 1952年12月9日 - 隆安県・扶綏県・鎮都県・大新県・麗江県・崇左県・睦南県・思楽県が桂西チワン族自治区崇左専区に編入。(8県)

#### 桂西チワン族自治区崇左専区
- 1952年12月9日 - 崇左専区隆安県・扶綏県・鎮都県・大新県・麗江県・崇左県・睦南県・思楽県、欽州専区上思県を編入。桂西チワン族自治区崇左専区が成立。(9県)
- 1953年3月7日 (9県)
  - 思楽県の一部が上思県に編入。
  - 扶綏県の一部が大新県・崇左県に編入。
  - 崇左県の一部が扶綏県に編入。
  - 大新県の一部が麗江県に編入。
  - 隆安県の一部が桂西チワン族自治区賓陽専区武鳴県、桂西チワン族自治区百色専区平果県に分割編入。
  - 鎮都県の一部が大新県・隆安県、桂西チワン族自治区百色専区田東県に分割編入。
- 1953年4月2日 - 扶綏県の一部が崇左県に編入。(9県)
- 1953年4月6日 - 扶綏県の一部が大新県に編入。(9県)
- 1953年4月20日 - 扶綏県の一部が大新県に編入。(9県)
- 1953年4月23日 - 桂西チワン族自治区崇左専区が桂西チワン族自治区賓陽専区と合併し、桂西チワン族自治区邕寧専区の発足により消滅。

#### 崇左市
- 2002年12月23日 - 広西チワン族自治区南寧地区が地級市の崇左市に昇格。(1区1市5県)
  - 崇左県が区制施行し、江州区となる。
  - 隆安県・馬山県・上林県・賓陽県・横県が南寧市に編入。

### 市委書記・市長
- 市委書記：趙楽秦(2010年2月 - 現職)
- 市長：黄克(チワン族, 2008年2月 - 現職)

### 役所
- 市役所：崇左市江州区太平鎮石林大道
- 行政区画代碼：451521

### 市の行政機関

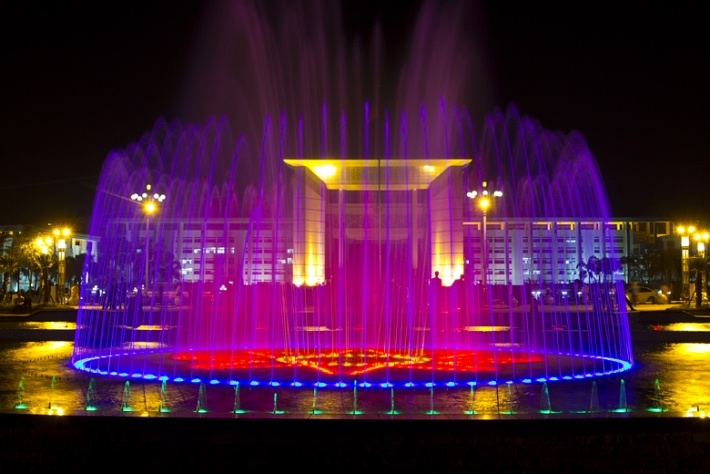
崇左市中心広場の夜景

- 教育局
- 科技局
- 公安局（警察局,市消防支隊を含む）
- 民政局
- 財政局
- 交通局
- 衛生局
- 農業局
- 文化局
- 商務局
- 林業局
- 審計局
- 統計局
- 穀物局
- 旅遊局
- 監督局
- 国土局
- 交通局
- スポーツ局
- 計画管理局
- 水産畜牧局
- 新聞出版局
- 水利電力局
- 法制弁公室
- 民族事務委員会
- 渉外華僑弁公室
- 建設と市営委員会
- 発展と改革委員会
- 環境保護局(環保局)
- 安全生産監督管理局
- ラジオ·映画·テレビ局
- 人力資源と社会保障局
- 人口と計画生育委員会
- 産業と情報技術委員会

### 議事・調整機関

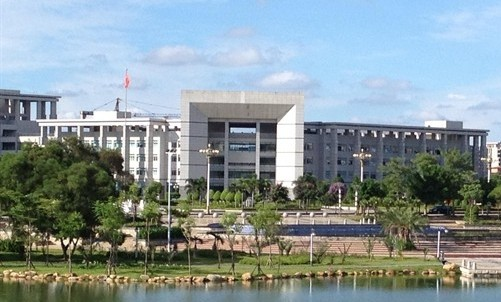
崇左市役所

- 国境防衛委員会
- 貧困削減と開発弁公室
- 市民防空弁公室(民防弁)

### 専門機関
- 国有資産監督管理委員会

### 直属機関
- 物価局
- 土地山林水利紛争調停処理弁公室

### 外派機関
- 行政サービスセンター弁公室

### 直属事業単位
- 農機局
- 地震局
- 公文書局
- 投資促進局
- 郷土史弁公室
- 機関事務管理局
- 都市情報化弁公室
- 供給と販売協同組合
- 派駐南寧管理弁公室
- 建設投資有限責任会社

### 国・自治区の機関

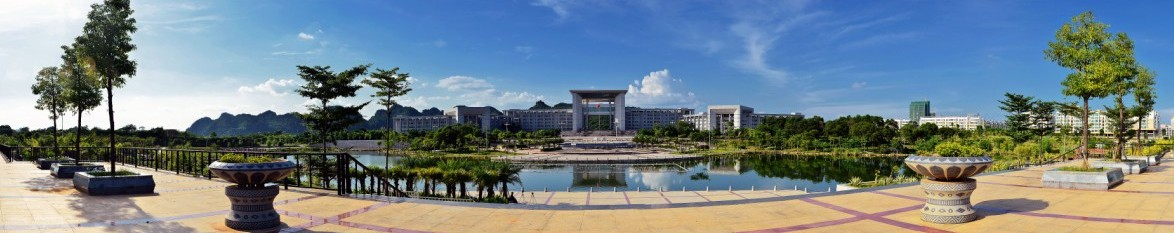
崇左市中心広場

- 工商局
- 国税局
- 地税局
- 供電局
- 気象局
- たばこ専売局
- 品質と技術監督局
- 食品医薬品局監督局
- 中国人民銀行崇左市支店

## 公共施設
- 崇左市役所
- 崇左市中心広場

## 交通

### 鉄道
- 湘桂線（湖南省衡陽市～崇左市憑祥市友誼関）

### 道路
- 南友高速道路

## 観光地

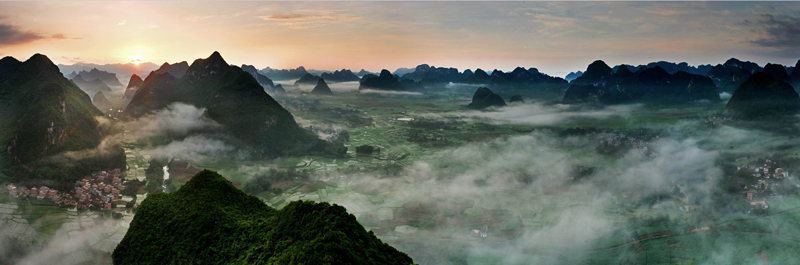
崇左大新県の明仕田園の風景

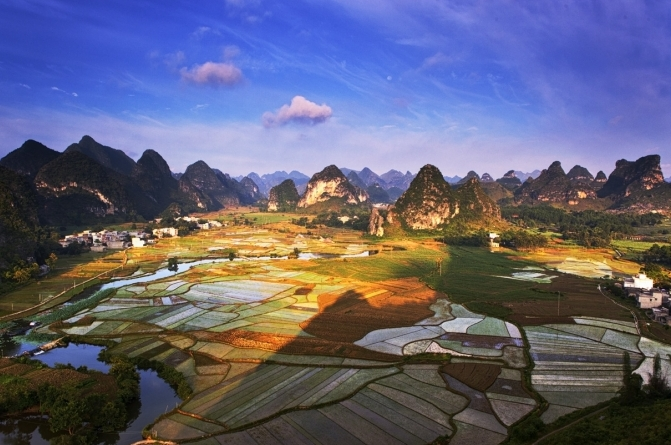
崇左天等県の都康田園の風景

- 徳天瀑布

中国とベトナムの国境地帯にある。アジア最大の滝とみなされている徳天瀑布の幅は100メートル、水のカーテンひとつひとつが、深い山の中に掛けられた真珠のネックレスを彷彿とさせる。滝は落差が大きいため、1キロ離れた場所でも轟音の鳴り響く音が聞こえる。飛び散る水滴が濛濛といつまでも消えることがなく、天気の良い日には、光がプリズムのように反射して輝き、桃源郷にでも足を踏み入れた錯覚にとらわれる。
- 花山岩画

寧明県から25キロメートル離れたところに流れる明江の東岸、寧明花山景勝区の中にあり、古代中国のチワン族人によって描かれた壁画が、川岸に聳え立つピラミッド型の石山に壮大な規模で残されている。中国南部の広西チワン族自治区にある中国の重点文化財とみなされている花山岩画は、長さ約170キロメートル、高さ90キロメートルの絶壁に大小さまざまな深紅色の人物、動物、器物、用具、船、道路などの絵が点在している。これは戦国時代から後漢期にかけてのチワン族の祖先である駱越人の妖術の行事のときのものである。専門家の話によると、花山岩画は世界で現存する最も規模の大きい、壮大なスケールの古代岩絵であるかもしれない。
- 友誼関

広西チワン族自治区の西南部を走る中国・ベトナム国境線にある関所。地勢は峻険なうえ要衝であるのでここは古来兵家必争の地だった。中国では、居庸関、函谷関、嘉峪関など「九大名関」という言い方があるが、その中で唯一外国と接した関であった。関所の建設は漢の時代に始まった。当時の名を鶏陵関といい、明の洪武年間になり鎮南関が置かれた。第二次世界大戦後の1953年、睦南関と名を変え、さらに1965年友誼関となった。関楼から見える西側の山々には砲台が据え付けられており、高さ22メートル、3層建ての関楼は壮観。
- 左江の斜塔

崇左市から東北の2キロ離れたところに位置し、世界の八大斜塔の一つとして知られる。この斜塔は、1621年(明代天啓元年)に三層建てられ、1629年(清代康熙35年)に2層を増加した。5層建てのレンガ造りの斜塔は八面体で、底の直径が5メートル、高さが18.28メートル。
- 崇左石林
- 左江風景区
- 黒水河風景区
- 弄岡自然保護区
- 恩城山水風景区
- 白頭葉猴生態公園
- 天等都康田園風景
- 大新明仕田園風景区

## 健康・医療・衛生
- 崇左市第二人民医院

## 関連人物

### 出身有名人
- 黄乾曜 (？－760、大新県出身のチワン族人。唐代の西原反乱の指導者、自ら中越王と称した)
- 呉凌雲 (？－1863、扶綏県出身のチワン族人。清末の延陵国の反乱の指導者、国を建てて延陵国と号し、自ら延陵王と称した)
- 譚浩明 (1871－1925、竜州県出身のチワン族人。清末民初の軍人・政治家)
- 黄現璠 (1899－1982、扶綏県出身のチワン族人。中華民国、中華人民共和国の歴史学者・民族学者)
- 謝鶴籌 (1908－1988、扶綏県出身のチワン族人。元中華人民共和国民族事務委員会の次長)
- 甘苦 (1924－1993、扶綏県出身のチワン族人。元全国人民代表大会常務委員会副委員長)
- 梁成業 (1924－2009、左県出身のチワン族人。元広西チワン族自治区人民政府副主席)
- 鄭義 (1936－、憑祥市出身のチワン族人。元広西チワン族自治区人民政府副主席)

### 縁の有る人物
- 儂智高 (北宋の大暦国・南天国・大南国の反乱の指導者)
- 鄧小平 (中華民国時代の竜州起義の指導者、元紅七軍と紅八軍の総政治委員)
- 李明瑞 (清末民初の軍人。竜州起義の指揮者、元紅七軍と紅八軍の総指揮)